# Scotophaeus mauckneri
Scotophaeus mauckneri är en spindelart som beskrevs av Schmidt 1956. Scotophaeus mauckneri ingår i släktet Scotophaeus och familjen plattbuksspindlar.
Artens utbredningsområde är Kanarieöarna. Inga underarter finns listade i Catalogue of Life.